# The Valiant (film din 1929)
The Valiant este un film dramatic american din 1929 lansat de Fox Film Corporation în sistemul de filmare Fox Movietone la 19 mai 1929. Este produs și regizat de William K. Howard (primul său film sonor) și îi are în rolurile principale pe Paul Muni (la debutul său cinematografic), Marguerite Churchill (la debutul ei în lungmetraj) și John Mack Brown. Deși este descris de cel puțin o sursă ca fiind un film mut care conține câteva secvențe vorbitoare, muzică sincronizată și efecte sonore, The Valiant are un dialog continuu și este complet realizat fără o versiune mută corespunzătoare.

## Distribuție
- Paul Muni - bărbatul care pretinde că este „James Dyke”, născut Joseph Anthony Douglas
- Marguerite Churchill - Mary Douglas, sora mai mică a lui James Anthony Douglas
- John Mack Brown - Bob, care o cere în căsătorie pe Mary Douglas
- DeWitt Jennings - directorul închisorii unde este deținut „James Dyke”
- Edith Yorke - doamna Douglas, mama lui Joseph Anthony Douglas
- Clifford Dempsey - locotenentul de poliție căruia „James Dyke” îi mărturisește crima
- Richard Carlyle - părintele Daly
- Henry Kolker - judecătorul care îl condamnă pe „James Dyke” la moarte